# Voisine de cœur
Pour les articles homonymes, voir Eight Days a Week (homonymie).
Pour plus de détails, voir Fiche technique et Distribution.
Voisine de cœur (Eight Days a Week) est un film américain réalisé par Michael Davis, sorti en 1997.

## Fiche technique
- Titre original : Eight Days a Week
- Titre français : Voisine de cœur
- Réalisation : Michael Davis
- Scénario : Michael Davis
- Pays d'origine : États-Unis
- Date de sortie : 1997

## Distribution
- Joshua Schaefer : Peter
- Keri Russell : Erica
- R.D. Robb : Matt
- Mark L. Taylor : le père de Peter
- Marcia Moran : Marge, la mère de Peter
- Johnny Green : Nick
- Catherine Hicks : Ms. Lewis
- Patrick Thomas O'Brien : le père d'Erica
- Darleen Carr : la mère d'Erica
- Biff Manard : l'homme triste